# Fantasia medieval

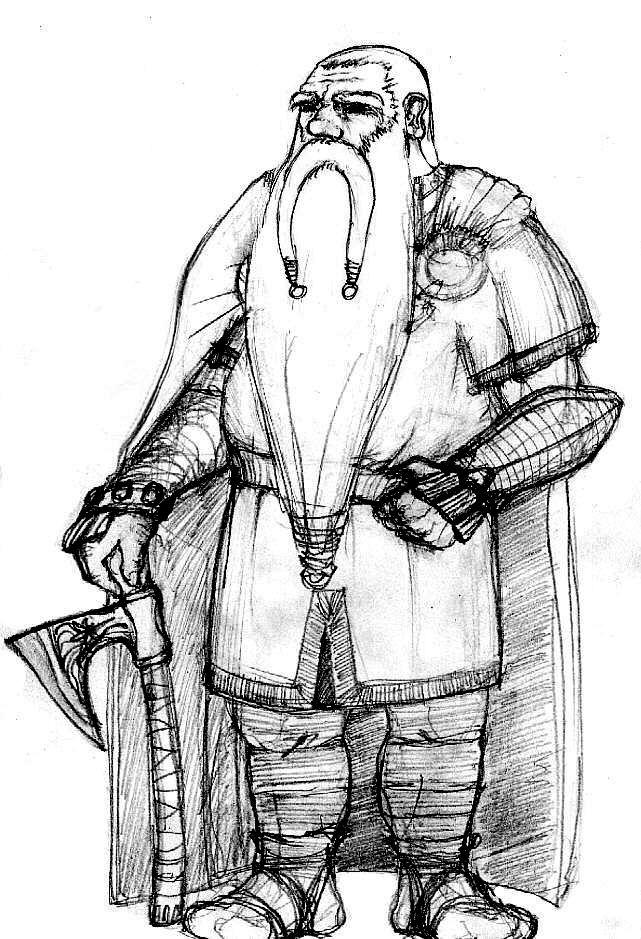
Un nan, un dels personatges més habituals en la fantasia medieval.

La fantasia medieval és en gran part un conjunt de mites dissenyats per les cultures d'Europa i les seves religions per explicar fenòmens naturals i que van ser passades de generació en generació per la llengua parlada en poemes, cançons, contes i llegendes.
Aquest procés va durar molts segles, la qual cosa pot indicar que aquestes van poder tenir canvis notoris i que devien haver pres diferents orientacions depenent de qui les narra i de la seva etapa en el temps i no són fixes fins que són plasmades en llengua escrita.
És molt notable la influència de la religió en el temperament dels pobles i la creació d'històries fantàstiques i com totes aquestes llegendes giren al voltant amb la diferència entre el bé i mal, i amb l'enquadrament referent d'assumptes humans com la vida, mort, el temor i altres elements, es recala amb gran importància la barreja de cultures àrabs, índies i etc., com indispensable aleshores que embellecerien aquestes fantasies.
També s'utilitza aquest terme per referir-se a les invencions d'alguns escriptors usant el món narrat èpic (fada, elfs, nans, drac, etc.) Amb la barreja d'allò medieval per escriure històries d'usança cavalleresca en aquest cas també són recopilacions de poemes parlats com el rei Artús, del qual es creu pogués haver existit, altres escriptors com J. R. R. Tolkien s'inspiren en bases mitològiques d'aquestes mateixes escrits per a la creació de llibres com El Senyor dels Anells, entre altres obres.